# Магеру
Магеру (рум. Magheru) — село у повіті Мехедінць в Румунії. Входить до складу комуни Брезніца-Окол.
Село розташоване на відстані 275 км на захід від Бухареста, 3 км на північний захід від Дробета-Турну-Северина, 100 км на захід від Крайови.

## Населення
За даними перепису населення 2002 року у селі проживали 959 осіб. Усі жителі села рідною мовою назвали румунську.
Національний склад населення села:
| Національність | Кількість осіб | Відсоток |
| -------------- | -------------- | -------- |
| румуни         | 927            | 96,7%    |
| цигани         | 32             | 3,3%     |